# 1688年暹罗革命
1688年暹罗革命，即佛历2231年暹罗革命，是暹罗（今泰国）阿瑜陀耶王朝的一次推翻亲西方国王那莱王的政变。政变主导者佩拉差原为那莱王信任的一名军事顾问，利用那莱王年老得病之机，杀死那莱王信仰基督教的继承人、许多传教士，以及对那莱王有影响力的外国大臣、希腊探险家康斯坦丁·法尔孔。帕碧罗阇随后与那莱王的女儿结婚并登上王位，执行消除法国影响的政策并将法国军队驱逐出暹罗。最著名的战斗是1688年的曼谷围城战，一万名暹罗军队包围城中的一座法国要塞长达四个月之久。此次革命的结果是，暹罗在无形中切断了与西方世界的所有联系，直到19世纪时在一定程度上的接触才得以重新开始。